# Sebastian de Souza
Sebastian Denis de Souza (ur. 19 kwietnia 1993 w Londynie) – brytyjski aktor. Znany z roli Matthew Levana w serialu Kumple.
Sebastian zadebiutował w 2011 r. w Kumplach. Występuje w głównej obsadzie piątego sezonu. Gra jedną z głównych ról w serialu Wielka, gdzie kreuje postać kochanka carycy Katarzyny.